# Um Reino Unido
A United Kingdom (no Brasil e em Portugal: Um Reino Unido) é um filme de drama romântico-biográfico britânico de 2016, dirigido por Amma Asante e escrito por Guy Hibbert, baseado no romance real entre Seretse Khama, herdeiro do trono de Bechuanalândia (mais tarde Botsuana, do qual ele seria presidente), e sua esposa Ruth Williams Khama. David Oyelowo e Rosamund Pike interpretam Seretse e Ruth, respectivamente.
Foi exibido no Festival Internacional de Cinema de Toronto de 2016 e foi o filme de abertura do 60.º Festival de Cinema de Londres.

## Enredo
O filme é baseado na história real do herdeiro do trono de Bechuanalândia (na época um protetorado britânico), Seretse Khama, do povo Bamangwato, que estuda direito em Londres imediatamente após a Segunda Guerra Mundial. Lá, ele conhece uma inglesa, Ruth Williams, com quem se casa, apesar dos protestos de suas famílias e da oposição do governo britânico, que está preocupado com suas relações com a África do Sul (onde predomina o apartheid) e com a estabilidade de toda a região da África Austral. O governo do Partido Nacional na África do Sul teme que o casamento de um rei negro com uma mulher branca na vizinha Bechuanalândia inspire inquietação e exige que o governo britânico o impeça, assim como os governos do Sudoeste Africano e da Rodésia.
O tio de Seretse, o regente Tshekedi Khama, também exige o término do casamento e pede que seu sobrinho se case com uma princesa Bamangwato, o que Seretse rejeita. Os administradores britânicos usam a disputa familiar para argumentar que o casamento está causando distúrbios.
Seretse Khama obtêm apoio de seu povo, entretanto o governo britânico decide exilá-lo.

## Elenco
- David Oyelowo como Seretse Khama
- Rosamund Pike como Ruth Williams Khama
- Terry Pheto como Naledi Khama, irmã mais nova de Seretse
- Vusi Kunene como Tshekedi Khama, tio de Seretse, que é regente do Reino de Bangwato
- Abena Ayivor como Ella Khama, esposa de Tshekedi e a tia de Seretse
- Anton Lesser como Clement Attlee, primeiro-ministro do Reino Unido
- Jack Davenport como Alistair Canning, o representante do governo britânico na África Austral
- Jack Lowden como  Tony Benn
- Tom Felton como Rufus Lancaster
- Charlotte Hope como Olivia Lancaster
- Nicholas Lyndhurst como George Williams, pai de Ruth
- Anastasia Hille como Dot Williams, mãe de Ruth
- Laura Carmichael como Muriel Williams-Sanderson, irmã de Ruth
- Jessica Oyelowo como Lady Lilly Canning

## Resposta crítica
No site agregador de críticas Rotten Tomatoes, o filme tem um índice de aprovação de 84% com base em 150 críticas, com uma classificação média de 6.8/10. O consenso crítico do site diz: "Bem atuado, solidamente trabalhado e, de maneira geral, digno; A United Kingdom apresenta uma visão absorvente de uma história de amor singular e verdadeira". No Metacritic, o filme tem uma pontuação média ponderada de 65 em 100, com base em 41 análises, indicando "críticas geralmente favoráveis".
Glen Kenny, no The New York Times, descreveu a produção cinematográfica como "sóbria", mas com "um agudo senso de ritmo". Ele elogiou as performances e descreveu o trabalho de Oyelowo como "um trabalho notável e genuinamente fascinante". Em Time Out, Tom Huddleston escreveu que "David Oyelowo e Rosamund Pike são fortes nesse conto convincente e comovente, embora básico, da vida real", mas que o filme "é um pouco cômodo e sentimental demais".